# ينابيع المعرفة
ينابيع المعرفة (باليابانية: まんがどうして物語) (بالإنجليزية: The How & Why)‏، هو مسلسل رسوم متحركة ياباني (أنمي) دبلج للعربية و خرج على التلفزيونات العربية في 1995م يحتوي على شخصيتين أساسيتن في جميع حلقاته، بحيث في كل حلقه يقومان بشرح مفصل عن أحد العلوم الطبيعية أو الفزيائية ويذهبون لنفس هذا التاريخ الذي اخترع فيه هذا العلم ويأتون بالمخترع بصوره كرتونية ويشرحون كيف توصل لهذا الاختراع. يوجد مسلسل آخران يشبههما هو إفرح وإمرح وتعلم ومسلسل البدايات المضيئة.

## الدبلجة العربية
- إسماعيل نعنوع
- عمار شلق
- خالد السيد
- عفيفة فاعور
- فؤاد شمص